# Promicrogaster miranda
Promicrogaster miranda är en stekelart som beskrevs av Muesebeck 1958. Promicrogaster miranda ingår i släktet Promicrogaster och familjen bracksteklar. Inga underarter finns listade i Catalogue of Life.